# 豊橋中央高等学校
豊橋中央高等学校（とよはしちゅうおう こうとうがっこう）は、愛知県豊橋市鍵田町に位置する私立高等学校である。

## 沿革
- 1923年（大正12年）10月3日 - 愛知和洋裁縫女学校として設立される。
- 1927年（昭和2年）3月 - 愛知高等和洋女学校に改名
- 1941年（昭和16年）3月 - 愛知高等実修女学校に改名。
- 1948年（昭和23年）4月 - 学制改革に伴い、愛知実修女子高等学校となる。
- 1957年（昭和32年）11月 - 豊橋女子高等学校に改名。
- 1968年（昭和43年）4月 - 保育科を設置する。（愛知県下の高等学校で初）
- 1991年（平成3年）3月 - 保育科を廃止。
- 1997年（平成9年）4月 - 豊橋中央高等学校に改名。男女共学普通科（進学クラス）に移行する。

## 教育組織
次の教育組織がある。
全日制課程
- 普通科
  - 大学選抜国公立難関私大コース（文系・理系）
  - 大学選抜部活動コース（文系・理系）
  - 大学選抜強化部活動コース（文系）
  - キャリアデザインコース
  - 強化部活動コース

- 家政科（女子のみ、令和７年度より募集停止）
  - ライフデザインコース

## 特色
校内敷地の面積が狭いため、体育の授業は女子は校内グラウンド（鍵田グラウンド）。男子はバス移動をして、15分ほど離れたグラウンド（大山グラウンド）で行う。

## 設備
旧校舎と新校舎は、3階まで各階渡り廊下で繋がっており、行き来することが出来る。
食堂・学食は食券形式で、日替わりランチや、カレー、ラーメンといったメニューがある。購買には業者が昼休みにきて、パンなどを販売する。
冷暖房は基本的に全室冷暖房完備で、体育館にも設置されている。学年集会や授業など快適な環境で行うことができる。
体育館は別館の2階にひとつと、校舎と渡り廊下で繋がった体育館の二つ存在する。後者の体育館はバレーボール専用の床となっている。
別館の1階には武道場があり、柔道場、剣道場と分かれている。
運動場は校舎の近くひとつと、数キロメートルはなれたところにひとつの2面の運動場がある。
その他施設は上記以外にも、Windows専用コンピュータルーム、テニス場、フィットネスルームが存在し、主に部活動で使用される。

## 生徒会活動・部活動

### 生徒会活動
生徒会活動では、75周年時に、75万羽の折鶴を一年かけて、生徒会主催で全校生徒で折った。うち1万羽を長崎へ、30万羽を広島に持っていっている。広島までの道のりは、平和をアピールするため、自転車で走行し、各地で折鶴を折ってもらった。

### 部活動
女子バレーボール部と女子ソフトテニス部はインターハイにも出場している。
2002年（平成14年）に野球同好会が野球部として正式に認められる。
2009年（平成21年）の第40回春の高校バレーでは女子バレーボール部が共栄学園を破りベスト8入りを果たしている。
2025年（令和7年）に、野球部は夏の甲子園・愛知大会で優勝し、春・夏通じて初の甲子園出場を果たす。

#### 運動部
- 女子ソフトテニス部★
- 男子ソフトテニス部
- 女子バレーボール部★ - 春の高校バレー14回出場、高校総体出場、旧春の高校バレー7回出場
- 男子バレーボール部★
- 男子硬式野球部★
- 陸上部
- 男子バスケットボール部
- 男子サッカー部
- 柔道部
- 剣道部
- 卓球部
- 空手部
- ダンス部
- ソフトボール部（女子）
- パワーリフティング部

#### 文化部
- 吹奏楽部
- パソコン部
- 演劇部
- 軽音楽部
- 理科部
- 食物部
- 芸術部（書道・美術）
- 園芸部
- 手芸部
- 自主活動部
- 写真部
- 茶道部
- 将棋同好会

## 生徒の通学手段

### 公共交通機関

#### 鉄道
- JR・名古屋鉄道 豊橋駅から豊橋鉄道渥美線に乗車。柳生橋駅下車。

#### 路線バス
- 豊鉄バス「柳生橋」停留所下車。

### 通学圏
地元豊橋市からの通学者が多いが、田原市や、遠くは静岡県浜松市や岡崎市からの通学者もいる。

## 著名な出身者
- 谷川原健太（プロ野球選手）
- 中川拓真（プロ野球選手）
- 星野真生（プロ野球選手）
- 岡本祥佳（バレーボール選手）
- 辻彩乃（バレーボール選手）
- 山田二千華（バレーボール選手）
- レイレライニ・アンドラデ（バレーボール選手）